# Bataille de la rivière Chirciq
La bataille de la rivière Chirciq oppose le sultan Mahmud Khan du Mogholistan au sultan Ahmed Mirza, souverain timouride de Samarcande et de Boukhara, en 1488, près de l'actuelle Tachkent. Les Moghols remportent une victoire décisive sur les Timourides grâce à la défection de 3 000 ouzbeks sous le commandement de Muhammad Shaybani Khan.
Batailles
Rivière Chirciq

## Contexte
Tachkent a été conquise par Yunus Khan, le Khan du Moghulistan, pendant les guerres civiles timourides. Après sa mort en 1487, son fils, le sultan Mahmud Khan, devient le nouveau Khan. Avec ce changement de pouvoir à Tachkent, les Timourides de Ferghana commandés par Umar Shaikh Mirza II décident d'attaquer Tachkent et placent une forte armée dans le Fort Ushtar. Le Sultan Mahmud Khan réagit rapidement, assiège le fort et le prend d'assaut. L'année suivante, les émirs Timourides de Samarcande et de Boukhara convainquent le sultan Ahmed Mirza d'attaquer les Moghols à nouveau et de prendre Tachkent, afin de stabiliser le commerce dans la région. Mirza rassemble une armée forte de 150 000 hommes et marche sur Tachkent.

## La bataille
Le sultan Mahmud Khan traverse les faubourgs de Tachkent et fait face aux Timourides qui avancent. Entre eux coule la rivière Chirciq qu'il est impossible de traverser. Les armées sont restées là pendant les trois jours suivants. Dans l'armée du Mirza se trouvait Muhammad Shaybani Khan, le fils de Shah Budagh Oghlan, le fils d'Abul-Khayr Khan ibn Dawlat Shaykh ibn Ibrahim Khan. Muhammad Shaybani Khan n'était pas capable de tenir son rang dans les steppes, il se réfugia en Transoxiane, et devint le serviteur d'un des émirs du Sultan Ahmed Mirza nommé Mir Abdul Ali. Il faisait partie de cette armée, et avait 3000 partisans. Lorsque le sultan Ahmed Mirza était resté trois jours sur la rive du fleuve, Muhammad Shaybani Khan envoya un message au sultan Mahmud Khan pour lui demander s'il voulait le rencontrer et conférer avec lui. La nuit même, ils se rencontrèrent et convinrent que le lendemain, le Khan attaquerait Mir Abdul Ali, le maître de Muhammad Shaybani Khan, qui, de son côté, s'engagea à jeter le désordre dans l'armée, puis à prendre la fuite.
Le lendemain, l'armée moghole se rangea en ordre de bataille, et l'infanterie passa la rivière; la cavalerie entra également dans le cours d'eau, lorsque l'infanterie des Timourides commença la bataille. L'armée moghole dirigea ses forces contre Mir Abdul Ali. A ce moment, Muhammad Shaybani Khan se retourna et s'enfuit avec ses 3000 Uzbeks, et se jetant sur les bagages de l'armée, commença à piller. En fait, partout où cette populace désordonnée se trouvait, son dispositif était de tomber sur les bagages, de sorte que l'armée du sultan Ahmed Mirza fut mise en fuite. Mais comme la rivière Chirciq, que les habitants de Tachkent appelaient alors Parak, se trouvait devant eux, la plupart de ses soldats s'y noyèrent. Les troupes du sultan Ahmed Mirza subissent une sévère défaite, tandis que celui-ci, déconfit et battu, s'enfuit à Samarkand. La paix fut à nouveau arrangée entre le Khan et le Sultan Ahmed Mirza.